# شقیب السلام
شقیب السلام (به لاتین: Shaqib al-Salam) یک منطقهٔ مسکونی در اسرائیل است که در Beersheba Subdistrict واقع شده‌است.